# Boqueirão do Leão
Boqueirão do Leão é um município brasileiro do estado do Rio Grande do Sul pertencente ao Vale do Rio Pardo, mas fazendo divisa com o Vale do Taquari. Segundo o censo do IBGE, em 2022 sua população era de 6.247 habitantes.

## Geografia
Localiza-se a uma latitude 29º18'14" sul e a uma longitude 52º25'46" oeste, estando a uma altitude de 518 metros.
Possui uma área de 274,68 km² e sua população estimada em 2016 era de 7.913 habitantes.

## Colonização
Os primeiros habitantes que se instalaram nesta região, foram os açorianos, por volta de 1800. José Francisco de Almeida foi um dos primeiros a chegar com sua família. Cerca de 120 anos depois chegaram os primeiros italianos e anos depois os castelhanos, representados pela Família Vedoy.
Chegando, encontraram uma região montanhosa, coberta por mata virgem e um relevo abrupto, com profundos vales. O distrito pertenceu a Vila Fão até 1920 e ao distrito de Progresso até 1949, e, a partir deste ano passou a pertencer ao município de Lajeado até sua independência político-administrativa em 1987.

## Emancipação
A busca por tornar-se independente de Lajeado começou em 1982, quando houve a primeira tentativa de emancipação, a qual não foi a a, mas as lideranças comunitárias e o povo não desanimaram e o sonho veio a se realizar 6 anos depois.
O plebiscito realizado no dia 20 de setembro de 1987, foi favorável à Emancipação, onde 2.901 dos 3.632 eleitores votaram pelo SIM, tornando o genuíno distrito, um município, consagrado pela Lei Estadual nº 8.458, de 8 de dezembro de 1987, com a primeira Administração Política empossada em 1º de janeiro de 1989, Boqueirão do Leão, começou a caminhar com as próprias pernas.

## Eventos
- Expobol: A cada dois anos acontece no município a Expobol, durante a semana de aniversário do município. Há exposições, shows e diversas atrações.
- Festa da Polenta: Outra festa tradicional na cidade é a Festa da Polenta que acontece anualmente, sempre no primeiro final de semana de julho.

## Pontos Turísticos
- Cascata do Gamelão
- Cascata do Perau da Nega
- Cascata Fischer
- Cascata de Colônia Jardim
- Pinheirão
- Gruta do Hospital
- Cassarão
- Moinho

## Outros acontecimentos
Boqueirão do Leão é rodeado por mata nativa e lindos pontos turísticos. No entanto, conseguiu seu tão sonhado acesso asfáltico em 04/02/2021. A reivindicação por parte dos moradores era de longa data.
Em 24 de janeiro de 2017 uma aposta de Boqueirão do Leão leva mais de R$ 17 milhões na Timemania.  A aposta foi feita na lotérica Pé Quente, única casa de apostas das cidade.